# Bầu cử địa phương Indonesia 2005–2014
Bầu cử địa phương trực tiếp (tiếng Indonesia: Pemilihan Kepala Daerah) được tổ chức liên tục và không đồng thời trên khắp Indonesia để bầu ra các thống đốc, thị trưởng và nhiếp chính từ năm 2005 đến năm 2014. Tổng cộng gần 1.000 cuộc bầu cử đã được tổ chức trong vòng 9 năm. Trước năm 2005, các cơ quan điều hành địa phương được bầu thông qua phiếu bầu của các nghị viên Hội đồng Đại diện Nhân dân Khu vực ở địa phương.

## Tổng quan
Suốt nhiệm kỳ tổng thống của Suharto, các quan chức điều hành bao gồm Tổng thống Indonesia và các lãnh đạo khu vực do các nghị viên lập pháp bầu ra. Đối với các nhà lãnh đạo khu vực, điều này mở ra một cuộc bỏ phiếu của Hội đồng Đại diện Nhân dân Khu vực (DPRD). Trên thực tế, dưới sự thống trị của đảng cầm quyền Golkar, các lãnh đạo khu vực thực chất là những người do trung ương bổ nhiệm. Sau khi Suharto từ chức năm 1998, Hội đồng Đại diện Nhân dân đã thông qua một đạo luật vào năm 2004 về quy định bầu cử trực tiếp lãnh đạo địa phương. Luật cũng quy định ngày bầu cử lãnh đạo khu vực sẽ do các vùng tự ấn định, với nhiệm kỳ của các lãnh đạo kết thúc vào tháng 12 năm 2004 – tháng 4 năm 2005 sẽ được kéo dài tiếp đến tháng 5 năm 2005.
Năm 2009, để các cuộc bầu cử địa phương không ảnh hưởng đến cuộc bầu cử lập pháp toàn quốc, không có cuộc bầu cử địa phương nào được tổ chức trong năm này. Năm 2014, cuộc bầu cử thống đốc tỉnh Lampung được tổ chức đồng thời với cuộc bầu cử lập pháp toàn quốc. Các cuộc bầu cử riêng biệt bị chỉ trích vì chi phí cao: vào năm 2010, một cuộc bầu cử cấp huyện/thành phố thường ngốn 10 tỷ Rp của chính phủ, trong khi một cuộc bầu cử cấp tỉnh tốn khoảng 70 tỷ Rp. Tổng chi phí cho các cuộc bầu cử trong năm 2010 trên toàn quốc tương đương với tổng kinh phí hiện có của Bộ Xã hội. Chi phí cao cho các ứng cử viên cũng được cho là nguyên nhân làm gia tăng tình trạng tham nhũng, với hơn 170 lãnh đạo địa phương bị bắt hoặc bị điều tra vì tham nhũng từ năm 2004 đến năm 2012.
Gần 1.000 cuộc bầu cử địa phương đã được tổ chức từ năm 2005 đến năm 2013, tức trung bình cứ ba ngày lại có một cuộc bầu cử. Mãi đến ngày 26 tháng 9 năm 2014, Hội nghị Hiệp thương Nhân dân thông qua luật bãi bỏ hình thức bầu cử trực tiếp lãnh đạo địa phương. Sau đó, vào các năm 2015, 2017, 2018 và 2020, tất cả các cuộc bầu cử địa phương trong cùng năm đều được tổ chức đồng thời cùng một ngày trên toàn quốc, và từ năm 2024, tất cả các cuộc bầu cử các cấp địa phương trên toàn quốc đều hoàn toàn được tổ chức đồng thời. Trước đó, một số tỉnh đã đồng bộ hóa các cuộc bầu cử các cấp vào chung một ngày, chẳng hạn như Aceh vào năm 2012.

## Thống kê
| Năm       | Cấp tỉnh                                               | Cấp huyện/thành phố                                    | Tổng cộng                                              |
| --------- | ------------------------------------------------------ | ------------------------------------------------------ | ------------------------------------------------------ |
| 2005      | 7                                                      | 189                                                    | 196                                                    |
| 2006      | 4                                                      | 68                                                     | 72                                                     |
| 2007      | 4                                                      | 37                                                     | 41                                                     |
| 2008      | 13                                                     | 140                                                    | 153                                                    |
| 2009      | Không có bầu cử địa phương được tổ chức trong năm 2009 | Không có bầu cử địa phương được tổ chức trong năm 2009 | Không có bầu cử địa phương được tổ chức trong năm 2009 |
| 2010      | 7                                                      | 167                                                    | 174                                                    |
| 2011      | 5                                                      | 110                                                    | 115                                                    |
| 2012      | 5                                                      | 72                                                     | 77                                                     |
| 2013      | 14                                                     | 135                                                    | 149                                                    |
| 2014      | 1                                                      | 0                                                      | 1                                                      |
| Tổng cộng | 60                                                     | 918                                                    | 978                                                    |